# Victor Ramos (brazylijski piłkarz)
Victor Ramos Ferreira (ur. 5 maja 1989 w Salvadorze) – brazylijski piłkarz występujący na pozycji środkowego obrońcy.

## Kariera klubowa
Ramos pochodzi z miasta Salvador i jest wychowankiem akademii juniorskiej tamtejszego klubu EC Vitória, do którego seniorskiej drużyny został włączony jako dziewiętnastolatek przez szkoleniowca Vágnera Manciniego. W Campeonato Brasileiro Série A zadebiutował 16 listopada 2008 w przegranym 1:2 spotkaniu z Athletico Paranaense i już począwszy od kolejnych rozgrywek, wraz z przyjściem do zespołu trenera Paulo Césara Carpegianiego, wywalczył sobie pewne miejsce w linii defensywy. W 2009 roku triumfował z Vitórią w rozgrywkach ligi stanowej – Campeonato Baiano, zaś premierowego gola w lidze brazylijskiej strzelił 12 lipca 2009 w wygranej 6:2 konfrontacji z Santosem FC. Mimo młodego wieku pełnił rolę kluczowego gracza swojej ekipy, a za sprawą swoich udanych występów był porównywany do innego wychowanka Vitórii – Davida Luiza, a także kilkakrotnie zapraszano go na konsultacje do młodzieżowych reprezentacji Brazylii.
Latem 2009 Ramos za sumę czterech milionów euro przeszedł do ówczesnego mistrza Belgii – Standardu Liège. W Jupiler Pro League zadebiutował 8 listopada 2009 w wygranym 3:1 meczu z Club Brugge, na dłuższą metę nie potrafił jednak przebić się do wyjściowej jedenastki, nie spełniając pokładanych w nim oczekiwań. Nie zdołał także odnieść ze Standardem większych sukcesów zarówno na arenie krajowej, jak i międzynarodowej, a ponadto po upływie półtora roku został przesunięty do rezerw drużyny z powodów dyscyplinarnych. Ostatecznie w lipcu 2011 powrócił do ojczyzny, na zasadzie wypożyczenia zasilając ekipę CR Vasco da Gama z siedzibą w Rio de Janeiro. Tam spędził pół roku w roli rezerwowego, w sezonie 2011 zdobywając wicemistrzostwo kraju, po czym został wypożyczony po raz kolejny, tym razem na dwa lata do swojego macierzystego EC Vitória, występującego już w drugiej lidze. Tam od razu zapewnił sobie pewne miejsce w linii defensywy i w rozgrywkach 2012 awansował z Vitórią do najwyższej klasy rozgrywkowej, a także zajął drugie miejsce w lidze stanowej. W 2013 roku po raz drugi w karierze triumfował natomiast w Campeonato Baiano.
W styczniu 2014 Ramos został piłkarzem meksykańskiego CF Monterrey, w którego barwach 18 stycznia 2014 w wygranym 3:1 pojedynku z Querétaro zadebiutował w Liga MX i już w tym samym spotkaniu strzelił swojego premierowego gola w lidze meksykańskiej. Ogółem w Monterrey występował bez poważniejszych osiągnięć przez rok, na ogół będąc podstawowym graczem drużyny, po czym powrócił do Brazylii, gdzie na zasadzie wypożyczenia przeniósł się do zespołu SE Palmeiras z miasta São Paulo.
| Sezon     | Klub             | Kraj     | Rozgrywki          | Mecze | Bramki |
| --------- | ---------------- | -------- | ------------------ | ----- | ------ |
| 2008      | EC Vitória       | Brazylia | Série A            | 1     | 0      |
| 2009      | EC Vitória       | Brazylia | Série A            | 16    | 1      |
| 2009/2010 | Standard Liège   | Belgia   | Jupiler Pro League | 13    | 0      |
| 2010/2011 | Standard Liège   | Belgia   | Jupiler Pro League | 12    | 0      |
| 2011      | CR Vasco da Gama | Brazylia | Série A            | 6     | 0      |
| 2012      | EC Vitória       | Brazylia | Série B            | 33    | 5      |
| 2013      | EC Vitória       | Brazylia | Série A            | 33    | 0      |
| 2013/2014 | CF Monterrey     | Meksyk   | Liga MX            | 14    | 1      |
| 2014/2015 | CF Monterrey     | Meksyk   | Liga MX            | 10    | 0      |
| 2015      | SE Palmeiras     | Brazylia | Série A            |       |        |